# 安德里亚斯·庖鲁斯
安德里亚斯·庖鲁斯 (Andreas Leonhard Paulus  1968年8月30日) 生于德国法兰克福，德国法学家。哥廷根大学法学系公法教授，研究教学重点为国际法。2010年3月起担任德国联邦宪法法院第一审判庭法官。

## 生平
安德里亚斯·庖鲁斯曾在哥廷根大学、日内瓦大学、慕尼黑大学和哈佛大学学习法学，并于1994年和1996年分别通过国家考试。2000年获得慕尼黑大学法学博士学位。2003年获得巴伐利亚州教授资格资助奖。分别于2003-2004学年在密歇根大学法学院和2005年7月在杜克-日内瓦跨国法研究所担任访问助理教授。2006年7月起担任慕尼黑大学公法、国际法与欧盟法、宪法史与法哲学讲师。此外，其曾在联合国法律顾问办公室和前南斯拉夫与卢旺达国际法庭实习。
2005年2月25日，安德里亚斯·庖鲁斯由德国自由民主党提名为联邦宪法法院法官。德国联邦议会选举委员会于2010年3月5日通过选举，任命其为该院第一审判庭法官。